# Charles Josselin
Charles Josselin (* 31. März 1938 in Pleslin-Trigavou, Département Côtes-du-Nord) ist ein französischer Politiker der Parti socialiste (PS), der Präsident des Generalrates des Département Côtes-d’Armor, Mitglied der Nationalversammlung (Assemblée nationale) sowie Mitglied des Europäischen Parlaments war. Des Weiteren war er Staatssekretär und Beigeordneter Minister sowie Mitglied des Senats (Sénat).

## Leben

### Mitglied der Nationalversammlung, Präsident des Generalrates und Bürgermeister
Charles Josselin besuchte das Collège des Cordeliers in Dinan und absolvierte danach ein Studium der Rechtswissenschaften an der Universität Rennes. Während seines Studiums engagierte er sich mit dem späteren Minister Louis Le Pensec im Studentenverband UNEF (Union nationale des étudiants de France). Nach einem postgradualen Studium am Institut d’études politiques de Paris, dem sogenannten Sciences Po, war er zwischen 1965 und 1968 Assistent des Finanzvorstands der Banque de l’Union parisienne (BUP) sowie anschließend von 1968 bis 1973 Fachmann für Landentwicklung bei der Caisse des dépôts et consignations (CDC).
Bei der Parlamentswahl am 11. März 1973 wurde Josselin für die Parti socialiste (PS) erstmals zum Mitglied der Nationalversammlung (Assemblée nationale) gewählt und vertrat dort bis zum 1. April 1978 das Département Côtes-du-Nord, das seit 1990 den Namen Département Côtes-d’Armor trägt. Zugleich wurde er am 3. Oktober 1973 Mitglied des Generalrates des Département Côtes-du-Nord und vertrat in diesem bis zum 2. April 2015 mehr als 41 Jahre lang den ehemaligen Wahlkreis Kanton Ploubalay. Darüber hinaus war er zwischen 1974 und 1985 Mitglied des Regionalrates der Region Bretagne. Als Nachfolger von René Pleven übernahm er am 25. März 1976 das Amt als Präsident des Generalrates des Département Côtes-du-Nord und hatte dieses nach seinen Wiederwahlen am 21. März 1976, 21. März 1982, 2. Oktober 1988 und 27. März 1994 21 Jahre lang bis zum 4. Juni 1997 inne, woraufhin Claudy Lebreton seine Nachfolge antrat. Daneben war er vom 22. März bis zum 19. Juni 1997 20 Jahre lang Bürgermeister seiner Geburtsstadt Pleslin-Trigavou.

### Mitglied des Europaparlaments und Staatssekretär
Bei der Europawahl am 10. Juni 1979 wurde Charles Josselin zum Mitglied des Europäischen Parlaments gewählt und gehörte diesem in der ersten Legislaturperiode zwischen dem 17. Juli 1979 und dem 15. Juli 1981 als Mitglied der Sozialistischen Fraktion an. Während seiner Mitgliedschaft war er Mitglied des Ausschusses für Regionalpolitik und Regionalplanung.
Kurz vor seinem Ausscheiden aus dem Europäischen Parlament wurde Josselin für die PS bei der Parlamentswahl am 14. Juni 1981 wiederum zum Mitglied der Nationalversammlung gewählt und gehörte dieser als Vertreter des Département Côtes-du-Nord bis zum 16. Dezember 1985 an. Einen Monat zuvor wurde er am 15. November 1985 als Nachfolger von Jean Auroux im Kabinett Fabius Staatssekretär für Verkehr im Ministerium für Urbanismus, Wohnungsbau und Verkehr (Secrétaire d’Etat auprès du ministre de l’urbanisme, du logement et des transports, chargé des transports) und übte dieses Amt bis zum 19. März 1986 aus. Bei der Parlamentswahl am 16. März 1986 wurde er wieder zum Mitglied der Nationalversammlung gewählt und gehörte dieser nach seiner Wiederwahl bei der Parlamentswahl am 5. Juni 1986 bis zu seinem Mandatsverzicht am 4. Mai 1992 an.
Während dieser Zeit war er zwischen dem 16. April 1986 und dem 14. Mai 1988 erst Vizepräsident sowie im Anschluss vom 27. Oktober 1988 bis zum 14. April 1992 Präsident der Delegation der Nationalversammlung bei den Europäischen Gemeinschaften. Daneben war er zwischen dem 17. Juli 1986 und dem 15. April 1987 sowie erneut vom 7. Juli 1988 bis zum 6. April 1992 Sonderberichterstatter des Ausschusses für Finanzen, Wirtschaft und Planung (Commission des finances, de l’économie générale et du Plan). Am 5. April 1992 wurde er als Staatssekretär für Meeresangelegenheiten im Ministerium für Bau, Wohnen und Verkehr (Secrétaire d’Etat à la mer auprès du ministre de l’équipement, du logement et des transports) in das Kabinett Bérégovoy berufen und gehörte diesem bis zum 29. März 1993 an.

### Beigeordneter Minister und Senator
Charles Josselin wurde bei der Parlamentswahl am 28. März 1993 für die PS erneut zum Mitglied der Nationalversammlung gewählt und vertrat in dieser nach seiner Wiederwahl bei der Parlamentswahl am 1. Juni 1997 in der zehnten und elften Legislaturperiode zwischen dem 2. April 1993 und seinem Mandatsverzicht am 4. Juli 1997 das aus dem Département Côtes-du-Nord hervorgegangene Département Côtes-d’Armor. Während dieser Zeit war er vom 20. April 1993 bis zum 10. Juni 1994 abermals Vizepräsident der Delegation der Nationalversammlung bei den Europäischen Gemeinschaften beziehungsweise zwischen dem 11. Juni 1994 und dem 21. April 1997 Vizepräsident der Delegation der Nationalversammlung bei der Europäischen Union.
Am 4. Juni 1997 trat Josselin in das Kabinett Jospin ein, und zwar zunächst vom 4. Juni bis zum 22. November 1997 als Staatssekretär für Zusammenarbeit im Außenministerium (Secrétaire d’Etat auprès du ministre des affaires étrangères, à la coopération) sowie im Anschluss zwischen dem 22. November 1997 und dem 12. Februar 1998 Staatssekretär für Zusammenarbeit und Frankophonie im Außenministerium (Secrétaire d'Etat auprès du ministre des affaires étrangères, à la coopération et à la francophonie). Im Zuge einer weiteren Kabinettsumbildung übernahm er im Kabinett Jospin schließlich vom 13. Februar 1998 bis zum 5. Mai 2002 das Amt als Beigeordneter Minister für Zusammenarbeit und Frankophonie im Außenministerium (Ministre délégué à la coopération et à la francophonie auprès du ministre des affaires étrangères). Er war ferner zwischen dem 2. April 2004 und dem 2. April 2015 Vizepräsident des Generalrates des Département Côtes-d’Armor.
Nach dem Tod von Pierre-Yvon Trémel am 29. Juni 2006 wurde Charles Josselin am 24. September 2006 zum Mitglied des Senats (Sénat) gewählt. Er gehörte diesem bis zum 30. September 2008 an und verzichtete daraufhin auf eine erneute Kandidatur. Während seiner Senatszugehörigkeit war er zwischen dem 30. Oktober 2006 und dem 30. September 2008 Mitglied des Wirtschaftsausschusses sowie (Commission des affaires économiques) sowie der Senatsdelegation bei der Europäischen Union.

## Veröffentlichung
- European governments on the future of development cooperation. Les gouvernements européens sur l’avenir de la coopération pur le développement. Europäische Regierungen zur Zukunft der Entwicklungszusammenarbeit, Mitautoren Clare Short, Pierre Schori, Friedrich-Ebert-Stiftung, 1999, ISBN 978-3-86077-815-9